# Cantù-Cermenate
Cantù (wł: Stazione di Cantù-Cermenate) – stacja kolejowa w Cantù, w regionie Lombardia, we Włoszech. Znajdują się tu 2 perony.